# KBC Groep
KBC Groep är en belgisk bank- och försäkringskoncern. KBC Bank & Verzekering bildades 1998 genom sammanslagning av de tidigare Kredietbank och CERA Bank samt försäkringsbolaget ABB. 2005 skedde en fusion med moderbolaget Almanij och ett namnbyte till KBC Groep NV.